# 帕拉莫德沃埃多
帕拉莫德沃埃多，是西班牙卡斯蒂利亚-莱昂帕伦西亚省的一个市镇。 总面积23平方公里，总人口102人（2001年），人口密度4人/平方公里。